# Профессор Багиров
«Профессор Баги́ров» («профессор и четырежды историк Алексе́й Серге́евич Баги́ров») — интернет-мем, персонаж, представляющий собой учëного-историка с псевдонаучными взглядами. Представлен как автор серии видеороликов (называемых лекциями) на одноимённом YouTube-канале о конспирологических теориях, связанных с предками древних славян. Появился в 2018 году. Пародия на неоязыческое учение инглиизм и славянское неоязычество в целом.
Источник мемов о противостоянии «древних русов» и «ящеров». Распространение мемов о «русах» и «ящерах» обеспечило популярность вышедшей в 2023 году компьютерной игре «Русы против Ящеров» и её проектам-подражателям.

## Образ
«Профессор» сгенерирован с помощью нейросетей. В роликах («в худших традициях Задорнова и Фоменко») «древние русы, произошедшие от репки, сражаются против ящеров», а город Оренбург — «построен на орущем буром медведе».
В ролике, где «Багиров» «разоблачает» математику, он упоминает псевдоучёного, кандидата технических наук Юрия Рыбникова, называя его своим коллегой. Рыбников стал известен в 2015 году после того, как в эфире телеканала «Первый образовательный» озвучил близкие к инглиизму идеи, что школьникам преподаётся «фальшивая» математика, а первыми в истории счёт придумали «древние русы». Рыбников стал объектом большого числа пародий в сети («счёт древних шизов» и т. п.). Волну популярности Рыбников пережил также весной 2021 года, когда в сети получил распространение ролик, где он говорит фразу «это база». Выражение стало мемом, пользователи применяют его по отношению к абсурдным псевдонаучным теориям.
30 мая 2023 года на пике популярности под заголовком «Господь забирает лучших» неожиданно вышла новость о «смерти» «профессора Багирова»: «В СМИ пишут, что он скончался от длительного злоупотребления курением, но независимые источники утверждают, что гнусные ящеры устранили профессора Багирова за то, что он был единственным, кто доносил до нас, потомков Великих Русов, правду».
Доподлинно неизвестно, как и где «умер» «Алексей Сергеевич», так как на его официальных ресурсах указываются, как минимум, три совершенно разные теории о его гибели. В конце декабря 2023 года известный телеведущий и Блогер Сергей Дружко представил свою версию смерти Багирова на своем канале «Дружко-шоу».

## Влияние
Интернет-пародия, в свою очередь, вызвала волну интернет-мемов о войне «славян-русов» против «ящеров-рептилоидов», популярность которых дошла до публикаций на «Лента.ру», в журнале «Maxim Online» и подобных ресурсах. Мем «Русы против ящеров» был использован в рекламе игры War Thunder.
На основе мема создавались компьютерные игры, по которой начали создавать игры и комиксы.
Несмотря на «смерть» персонажа, его наследие в виде мемов про «русов» и «ящеров» продолжило своё существование на просторах Интернета. Разрабатываются новые игры на данную тематику: мобильные и настольные. Социальные сети «профессора» ведут его последователи, называющие себя «наследниками». Они выпускают его ранее не опубликованные работы, чтобы «дело» Алексея Сергеевича продолжало жить дальше.